# 奥孔
奥孔，是西班牙拉里奥哈自治区的一个市镇。总面积61平方公里，总人口369人（2001年），人口密度6人/平方公里。